# Veronella
Veronella es una localidad y comune italiana de la provincia de Verona, región de Véneto, con 4.567 habitantes.

## Evolución demográfica
| Gráfica de evolución demográfica de Veronella entre 1861 y 2001 |
|                                                                 |
| Fuente ISTAT - elaboración gráfica de Wikipedia                 |